# Hrabstwo Cowley

Piramida wieku hrabstwa

Hrabstwo Cowley – hrabstwo położone w USA w stanie Kansas z siedzibą w mieście Winfield. Założone 26 lutego 1867 roku.

## Miasta
- Winfield
- Arkansas City
- Udall
- Burden
- Parkerfield
- Dexter
- Atlanta
- Geuda Springs
- Cambridge

## Sąsiednie Hrabstwa
- Hrabstwo Butler
- Hrabstwo Elk
- Hrabstwo Chautauqua
- Hrabstwo Osage, Oklahoma
- Hrabstwo Kay, Oklahoma
- Hrabstwo Sumner
- Hrabstwo Sedgwick